# Германия на «Евровидении-1962»
Германия принимала участие в Евровидении 1962, проходившем в Люксембурге. На конкурсе её представлял Конни Фробёсс с песней «Zwei kleine Italiener», выступавший под номером 7. В этом году страна заняла 6-е место, получив 9 баллов. Комментатором конкурса от Германии в этом году была Рут Каппелсбергер.

## Национальный отбор
Национальный отбор проходил в Баден-Бадене.
| Номер | Артист                   | Песня                                 | Баллы | Место |
| ----- | ------------------------ | ------------------------------------- | ----- | ----- |
| 1     | Конни Фробёсc            | "Zwei kleine Italiener"               | 19    | 1-е   |
| 2     | Рита Пол                 | "La luna romantica"                   | 2     | 6-е   |
| 3     | Джимми Макулис           | "Ich habe im Leben nur Dich"          | 0     | 11-е  |
| 4     | Петер Бейл               | "Ein verliebter Italiener"            | 0     | 11-е  |
| 5     | Пегги Браун              | "Das Lexicon d'amour"                 | 2     | 6-е   |
| 6     | Сив Малмквист            | "Die Wege der Liebe (sind wunderbar)" | 18    | 2-е   |
| 7     | Пиркко Маннола и Вин Хоп | "Mama will dich sehen"                | 6     | 4-е   |
| 8     | Ральф Бендикс            | "Spanische Hochzeit"                  | 5     | 5-е   |
| 9     | Марго Искенс             | "Ein Herz das kann man nicht kaufen"  | 8     | 3-е   |
| 10    | Кармела Коррен           | "Eine Rose aus Santa Monica"          | 1     | 8-е   |
| 11    | Билл Рэмси               | "Hilly Billy Banjo Bill"              | 1     | 8-е   |
| 12    | Анна-Луиза Хансон        | "Sing kleiner Vogel"                  | 1     | 8-е   |

## Страны, отдавшие баллы Германии
Каждый член жюри мог распределить 6 очков: 3 — лучшей песне, 2 — второй и 1 — третьей. Песня с наибольшим количеством очков получала 3 очка, со вторым результатом — 2 очка, с третьим — одно очко: это считалось окончательным голосом и объявлялось как часть «Голоса Европейского жюри».
| Финляндия Нидерланды Великобритания Монако | Дания |

## Страны, получившие баллы от Германии
| 3 балла | Франция   |
| 2 балла | Швейцария |
| 1 балл  | Монако    |